# クロルナファジン
クロルナファジン(Chlornaphazine)は、2-ナフチルアミンの誘導体で、1950年代に多血症とホジキンリンパ腫の治療のために開発されたナイトロジェンマスタードである。
主にイタリア、デンマークなどの複数の国において臨床的に使用された。しかし、クロルナファジンの治療を受けた患者で膀胱がんの発生率が上昇したため、この薬剤の利用は中止された。その後、代謝生成物の2-ナフチルアミンが膀胱がんを引き起こすと判明し、2-ナフチルアミン自体の製造・使用が国際的に規制されるに至った。
国際がん研究機関は、この物質をヒトの発癌性物質としている。